# Ein Atem
Ein Atem ist ein deutsches Filmdrama von Christian Zübert. Er eröffnete die Hofer Filmtage und lief auf zahlreichen weiteren Festivals, etwa in Thessaloniki oder in Stockholm. Seine Weltpremiere hatte der Film am 12. September 2015 auf dem Toronto International Film Festival, wo er von der amerikanischen Fachpresse positiv aufgenommen wurde.

## Handlung
Griechenland, Athen: Das Land steckt tief in der Wirtschaftskrise, die Arbeitslosigkeit steigt immer weiter an. Die junge Elena träumt von einem besseren Leben. Deshalb plant sie auszuwandern, auch wenn sie dafür ihren Freund Costas zurücklassen muss. Elena findet einen Job in einer Bar in Frankfurt. Nach einem Gesundheitscheck muss sie ihre Zukunftspläne jedoch ändern. Elena ist schwanger und kann dort nicht mehr arbeiten.  Die junge Griechin findet eine neue Arbeit als Kindermädchen bei einem wohlhabenden Paar in Frankfurt. Die Familie besteht aus Tessa, ihrem Mann Jan und der kleinen Lotte. Da Tessa nach einer längeren Babypause wieder in ihren Beruf als Managerin einsteigen will, soll Elena das kleine Mädchen betreuen. Zunächst läuft alles gut. Für Elena, die viel Armut erlebt hat, scheint der gut betuchte Haushalt wie ein Paradies. Schon bald merkt sie jedoch, dass ihre Arbeitgeber so manche Launen und Neurosen haben. Eines Tages lässt Elena das Kind bei einem Spaziergang kurz aus den Augen. Lotte ist spurlos verschwunden. Elena bekommt Panik und beschließt fluchtartig nach Griechenland zurückzukehren, um dem Zorn der Eltern und den möglichen Konsequenzen zu entgehen. Unterdessen sind die Eltern durch das Verschwinden ihres Kindes völlig aus der Bahn geworfen. Der verzweifelte Vater, Jan, macht seiner Frau zum Vorwurf, dass Lotte nur wegen Tessas Karrierewunsch einer völlig Fremden anvertraut wurde. Tessa entscheidet sich daraufhin für einen radikalen Schritt. Sie reist nach Griechenland, um Elena und vielleicht auch ihre Tochter wiederzufinden.

## Kritik
Der Film erhielt überwiegend positive Kritiken. Das Branchenblatt Variety urteilt, „diese anspruchsvolle, aktuelle und zunehmend fesselnde Charakterstudie könnte dem deutschen Regisseur Christian Zübert als Arthouse-Durchbruch dienen“.
Die deutsche Filmzeitschrift Filmdienst meint, das „zeitversetzt in Kapiteln und aus zwei Perspektiven erzählte Drama fokussiert mehr auf die Zerrissenheit der ambivalenten Mutter-Figur, funktioniert aber auch als einfühlsame Studie über die auseinanderdriftenden Lebensperspektiven in Europa“.
Die Filmwebsite kino.de schreibt, „Zübert, gewohnt stark in punkto alltagsrealistischer Sprache und natürlich wirkenden Dialogen, bezieht nie Stellung“. Weiter heißt es: „Er wertet nicht, beobachtet nur und man beginnt die Frauen gleichermaßen zu schätzen und verstehen – in ihrer Wut, ihrer Trauer und ihrem (Un-)Glück“.